# Gotthold Hahn
Pour les articles homonymes, voir Hahn.
Gotthold Hahn (actif entre 1875 et 1911) est un mycologue et lichénologue allemand de Gera.